# Avdo Međedović
Avdo Međedović (Bijelo Polje, 1875 circa – Bijelo Polje, 1953) è stato un guslar bosniaco di etnia montenegrina.

## Biografia
Avdo Međedović nacque a Bijelo Polje nel 1875 circa, quando faceva parte dell'impero ottomano. La sua famiglia, legata a Rovčani e proveniente da Nikšić, originariamente era ortodossa ma in seguito s'era convertita all'Islam per motivi ignoti ad Avdo.
Avdo era il più versatile e abile esecutore tra tutti quelli incontrati da Milman Parry e Albert Lord durante la loro ricerca sulla tradizione dell'epica orale in Bosnia, Erzegovina e Montenegro durante gli anni trenta. Su richiesta di Parry Avdo accettò di produrre un'epica di estensione simile all'Iliade (15690 versi), dato che Parry aveva bisogno di capire come un poeta poteva imparare poemi di una tale lunghezza in una tradizione orale. Avdo dettò, in tre giorni e con molte tazze di caffè, una versione del noto tema Il matrimonio di Meho Smailagić lunga 12323 versi. In un'altra occasione cantò in più giorni un'epica di 13331 versi e affermava di avere nel suo repertorio molti altri poemi di lunghezze simili.
Molti anni dopo, nel 1974, Il matrimonio di Meho Smailagić fu pubblicato da Lord con una traduzione inglese a fronte.